# Första Tjetjenienkriget
Första Tjetjenienkriget utbröt då ryska styrkor försökte återerövra utbrytarrepubliken Tjetjenien i Nordkaukasien under en tvåårsperiod från 1994 till 1996.

## Början av kriget

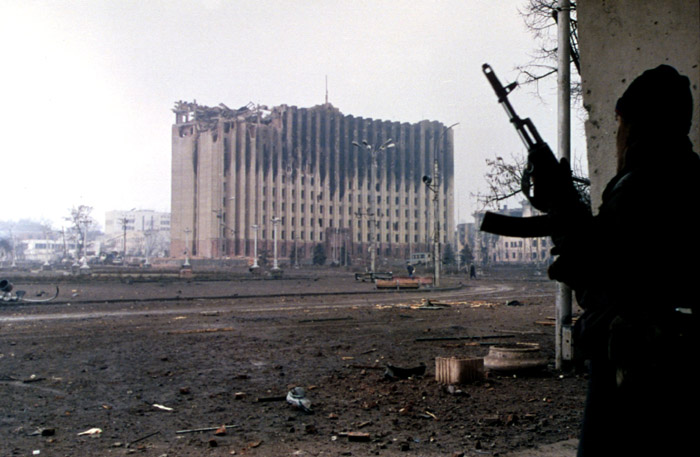
Det tjetjenska regeringssätet i Groznyj förstört under kriget.

Efter Sovjetunionens fall ställde tjetjenerna självständighetskrav på Ryssland och ville bli en självstyrande stat, men Rysslands president Boris Jeltsin inledde aldrig seriösa förhandlingar med tjetjenerna. I september 1991 avgick regeringen för den autonoma republiken Tjetjenien-Ingusjien efter påtryckningar från den tjetjenska självständighetsrörelsen, vars ledare var den tidigare generalen för det sovjetiska flygvapnet, Dzjochar Dudajev. Efter ett folkval där Dudajev vann överlägset blev han president, och förklarade landet självständigt. Jeltsin avsatte trupper till Tjetjeniens huvudstad Groznyj i november 1991, men de drogs senare tillbaka. I juni 1992 delades Tjetjenien-Ingusjien i två, och Ingusjien blev del av Ryssland. I augusti 1994 påbörjade väpnade rebeller ett försök att störta president Dudajev vilket ledde till inbördeskrig, där Ryssland stödde rebellerna, bland annat genom att med ryska elitkommandon i oktober 1994 försöka erövra och avsätta den tjetjenska regeringen. De misslyckades och 60 ryska soldater tillfångatogs och visades upp i TV. Flygbombningar mot Groznyj och en större invasion av ryska styrkor inleddes därefter. I december enades Dudajev och den ryska försvarsministern om att inte använda mer väpnat våld, men bara fem dagar senare invaderade ryska trupper Tjetjenien.

## Följderna
Boris Jeltsin hoppades på hårda framryckningar som snabbt skulle tvinga Tjetjenien att kapitulera, men kriget blev istället utdraget och blodigt. Tjetjenska soldater åstadkom förnedrande nederlag på ryska trupper och Moskva svarade med artilleri och flygbombningar, vilket dödade stora mängder civila tjetjener och ryssar. I januari 1995 anföll Ryssland Groznyj till priset av flera tusen ryska soldater och uppemot 25 000 civila. En typisk rysk taktik var just att använda sig av artilleri och flyganfall, medan de mindre välutrustade tjetjenerna använde sig av gerillataktik och minerade vägar samt organiserade kidnappningar för att sätta press på den ryska ledningen. Ryssarna gjorde sig vid upprepade tillfällen skyldiga till närmare systematiska krigsförbrytelser som tortyr och regelrätta avrättningar.

## Slutet av kriget
I och med rapporter om de ryska övergreppen mot civilbefolkningen och rapporteringar om de misslyckanden de ryska trupperna led när de inte lyckades få bukt med de tjetjenska motståndsmännen så reagerade icke-ryssar starkt. Många blev missnöjda med regeringen och president Jeltsin, och det blev i presidentvalet 1996 en av Jeltsins största motgångar. Många etniska grupper gjorde egna försök till självständighet runt om i landet, med bakgrund av de ryska truppernas oförmåga att besegra tjetjenerna. Andra motståndsformer var bland annat att andra autonoma stater i Ryssland stiftade lagar som hjälpte de värnpliktiga från sina egna områden som inte ville gå med i kriget mot Tjetjenien.

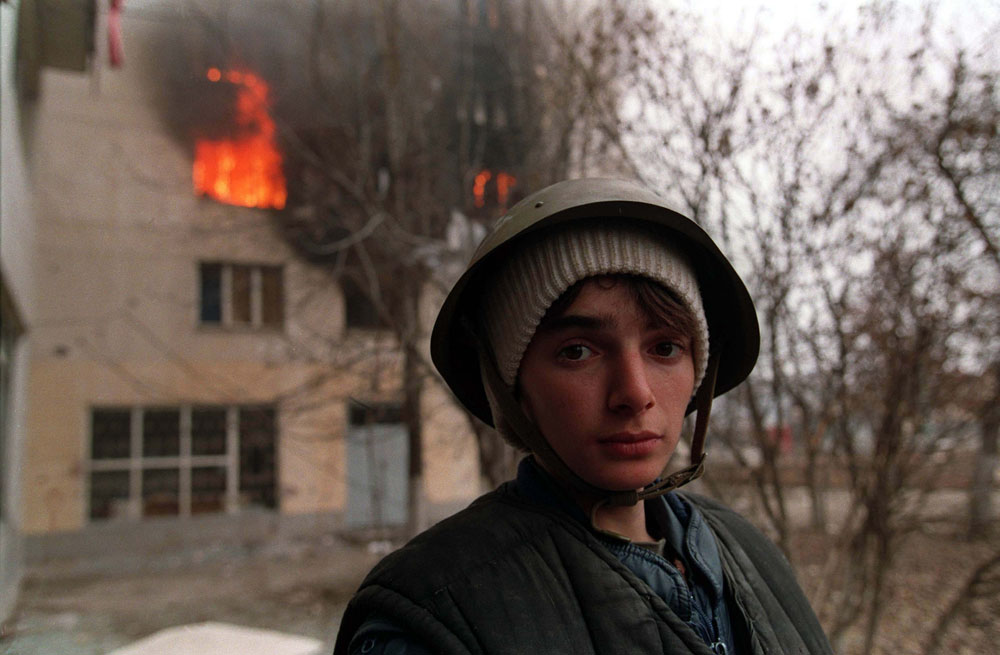
En pojke framför ett brinnande hus i Tjetjenien.

Det blev allt mer uppenbart att ryska armén inte kunde kuva tjetjenerna trots sitt övertag i antal soldater, vapen och tillgång till stridsflyg. Med ett presidentval som närmade sig allt mer blev Jeltsin tvungen att göra någonting för att få slut på konflikten. Man hade lyckats döda president Dzjochar Dudajev i april 1996 med två missiler när han använde sig av en satellittelefon, men rebellerna gav sig inte och motståndet fortsatte. En spridd demoralisering bland de ryska styrkorna i området fick Jeltsin att utlysa en ensidig vapenvila 1995 och att börja dra tillbaka trupper ett år senare. Jeltsin mötte tjetjenska rebelledare för första gången den 27 maj 1996 och förhandlade fram en vapenvila. Den 28 augusti 1996 framförhandlade Jeltsins nationella säkerhetsrådgivare Aleksandr Lebed ett avtal om vapenvila med de tjetjenska ledarna, och ett fredsavtal undertecknades formellt i maj 1997. Officiella ryska siffror är 5 500 döda ryska soldater, men andra uppskattningar säger 14 000. Civila döda beräknas mellan 50 000 och 200 000, och tjetjenska rebeller beräknas ha förlorat mellan 11 000 och 30 000 man. 
Konflikten blossade åter upp 1999 och det andra Tjetjenienkriget pågick därefter fram till april 2009.